# Guaraçaí (kommun)
Guaraçaí är en kommun i Brasilien.   Den ligger i delstaten São Paulo, i den södra delen av landet, 700 km sydväst om huvudstaden Brasília. Antalet invånare är 8 435.
Följande samhällen finns i Guaraçaí:
- Guaraçaí

Omgivningarna runt Guaraçaí är huvudsakligen savann. Runt Guaraçaí är det mycket glesbefolkat, med 4 invånare per kvadratkilometer.